# Воїни загубленого світу
«Воїни загубленого світу» (англ. Warrior of the Lost World) — італо-американський фантастичний бойовик 1983 року.

## Сюжет
Пост-апокаліптичне майбутнє. Самотній воїн подорожує по спустошеній Землі на своєму мотоциклі. Незабаром він зустрічає плем'я людей, яке чинить опір тиранії злого деспота Проссора. Нещасні просять воїна допомогти їм визволити з полону їхнього лідера, професора Маквейна, засудженого до смерті. Воїн разом з чарівною дівчиною відправляється на порятунок професора.

## У ролях
| Актор               | Роль       |
| ------------------- | ---------- |
| Роберт Гінті        | вершник    |
| Персіс Хамбатта     | Настасья   |
| Дональд Плезенс     | Проссор    |
| Фред Вільямсон      | бандит     |
| Харрісон Мюллер     | Маквейн    |
| Філіп Даллас        | старійшина |
| Лаура Нуччі         | старійшина |
| Вініціо Реккі       | старійшина |
| Джеретта Джеретта   | амазонка   |
| Консуело Каркаччіні | амазонка   |